# Бесауыл
Бесауыл (каз. Бесауыл, до 2008 г. — Калинино) — село в Келесском районе Туркестанской области Казахстана. Входит в состав Кошкаратинского сельского округа. Код КАТО — 515471500.

## Население
В 1999 году население села составляло 307 человек (172 мужчины и 135 женщин). По данным переписи 2009 года, в селе проживали 344 человека (185 мужчин и 159 женщин).